# Měšťanské drama

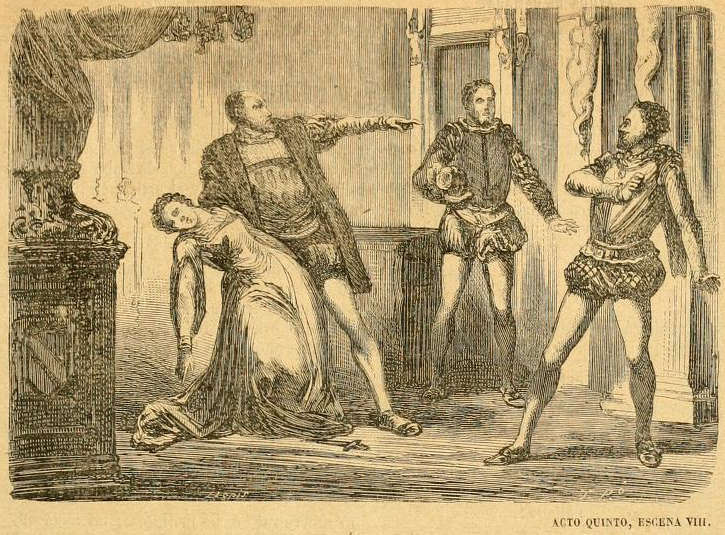
Závěrečná scéna z Lessingovy měšťanské tragédie Emila Galotti

Měšťanské drama nebo měšťanská tragédie je literárně-dramatický žánr, typ činohry vyjadřující názory a ideály vznikajícího měšťanstva. Někdy se označuje názvem občanské drama, resp. občanská tragédie.

## Znaky měšťanského dramatu
Měšťanské drama se vyznačuje tím že jeho hrdiny jsou obyčejní občané, kteří se se nezabývají státními záležitostmi, ale zaměřují se na svůj soukromý život a život své rodiny, do kterého co možná nejméně zasahuji sociální protiklady. K dalším jeho významným znakům patří odmítnutí jednoty času a místa, nadřazenost pravdy nad věrohodností, důležitost empatie pro emocionální vyvolání didaktické funkce a jednoznačný sklon k patosu a nadsázce.
Do vzniku měšťanského dramatu byli obyčejní lidé vždy předmětem komedií a klasičtí teoretici tvrdili, že tragickými hrdiny by vždy měli být muži vznešeného postavení, protože pouze příslušníci vyšších tříd jsou schopni utrpět újmu natolik závažnou, že si zaslouží dramatické zpracování. Toto pravidlo formuloval již Aristotelés ve své Poetice a bylo v Evropě dodržováno po celá staletí. S nástupem měšťanstva, které se považovalo za vědomou alternativu reprezentativní dvorské společnosti, vznikla potřeba zobrazovat nejzávažnější problémy doby, se kterými se měšťanstvo střetávalo, a propagovat jeho hodnoty.

## Vznik a rozvoj měšťanského dramatu

### Anglie

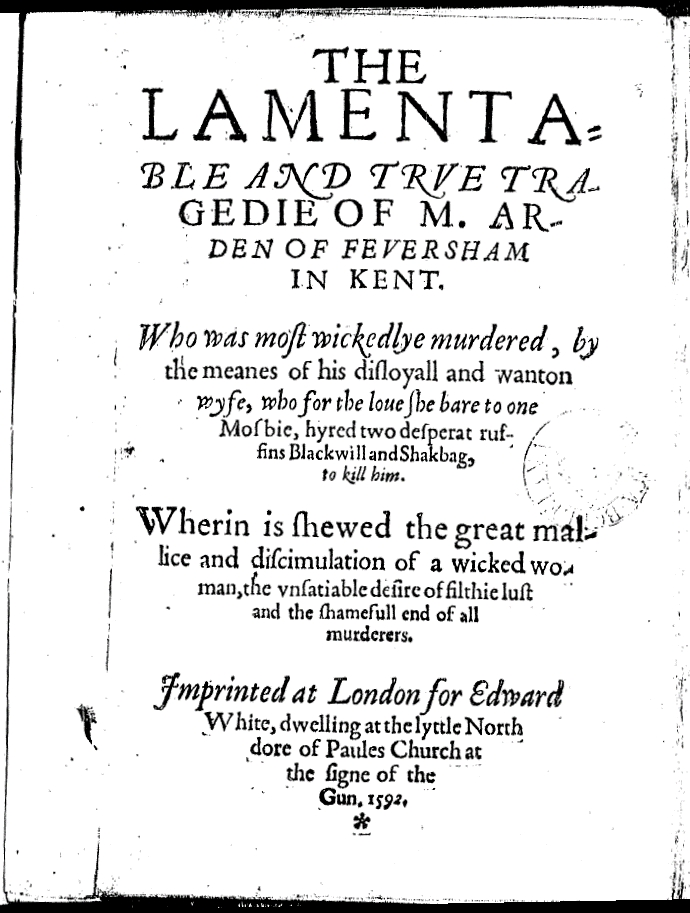
Arden of Faversham, titulní list prvního vydání

Již koncem 16. a počátkem 17. století vzniklo v Anglii několik tragických her se středostavovskými protagonisty, pro které se vžil název domácí tragédie (Domestic Tragedy). Jednou z prvních byla anonymní alžbětinská hra Arden z Favershamu (1592, Arden of Faversham)  zobrazující vraždu měšťana jeho cizoložnou manželkou, k dalším patří například Žena zabitá dobrotou (1603, A Woman Killed with Kindness) od Thomase Heywooda nebo Čarodějnice z Edmontonu (1621, The Witch of Edmonton), kterou napsal John Ford ve spolupráci s Thomasem Dekkerem a Williamem Rowleym. Za domácí tragédii je také považována Shakespearova tragédie Othello (1603),
Domácí tragédie vymizela v souvislosti se vznikem komedie mravů v období restaurace. V 18. století se však jejím pokračovatelem stala tzv. měšťanská tragédie (Bourgeois Tragedy). První z nich byla hra Georga Lilla Londýnský kupec (1731, The London Merchant), která se stala v Anglii jednou z nejpopulárnějších her století.

### Francie

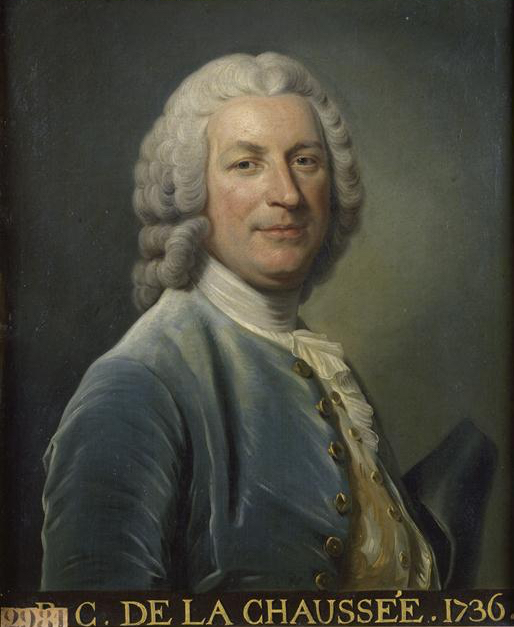
Pierre-Claude Nivelle de La Chaussée

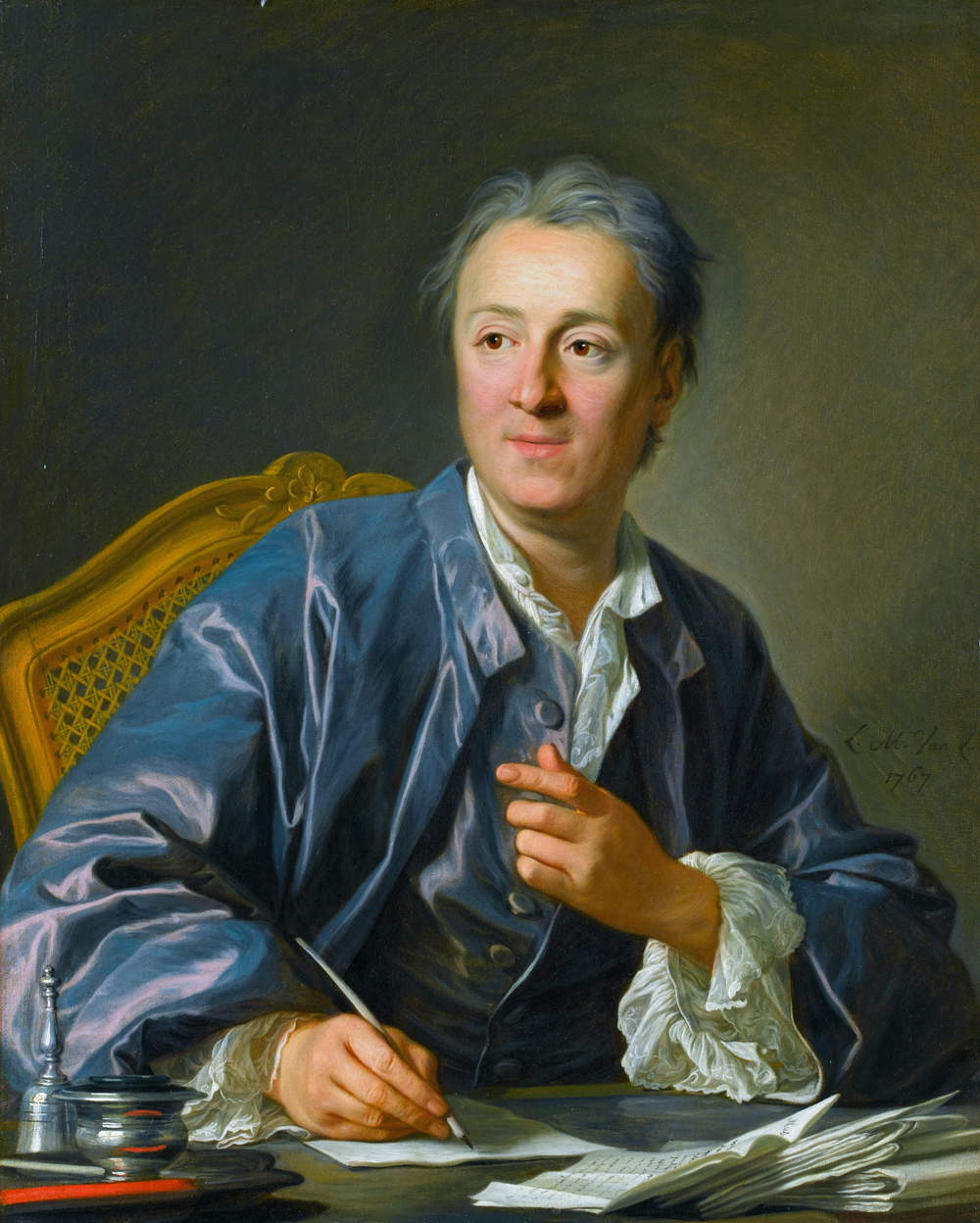
Denis Diderot

Ve Francii razila cestu měšťanskému dramatu tzv. slzavá komedie (comédie larmoyance), která již vyjadřovala morální zásady třetího stavu. Nebyla určena k smíchu, ale k tomu aby vyvolávala slzy. Ctnostné postavy v ní byly vystavovány protivenstvím, jimiž mají vzbudit sympatie a soucit a nakonec jsou vysvobozeni a odměněni za vytrvalost. Stírají se v ní ostré rozdíly mezi komedií a tragédií (veršovaným dialogem se hry podobají tragédii, svým šťastným koncem komedii). Za jejího zakladatele je považován Pierre-Claude Nivelle de La Chaussée, autor více než dvaceti her, jako je např. Módní předsudek (1735, Le Préjugé à la mode) nebo Mélanida (1741, Mélanide), která je považována za typické dílo tohoto žánru.
Na slzavou komedii navázalo měšťanská drama (drame bourgeois), zobrazující obyčejné lidi a jejich každodenní problémy. Za první hru tohoto žánru je považována jednoaktovka Sylvie od Paula Landoise z roku 1741. Teoretickou definici měšťanského dramatu vypracoval Denis Diderot ve svém díle Pojednání o dramatickém básnictví (1758, Discours sur la poésie dramatique) a použil jí v svých hrách Nemanželský syn (1757, Le Fils naturel) nebo Otec rodiny (1761, Le Père de famille),
K dalším představitelům žánru patří  Pierre Marivaux, autor jednoaktovky Věrná žena (1755, La Femme fidèle) či Beaumarchais svou trilogií o Figarovi, především dnes již téměř zapomenutou třetí částí Provinilá matka (1792, La Mère coupable).

### Německo

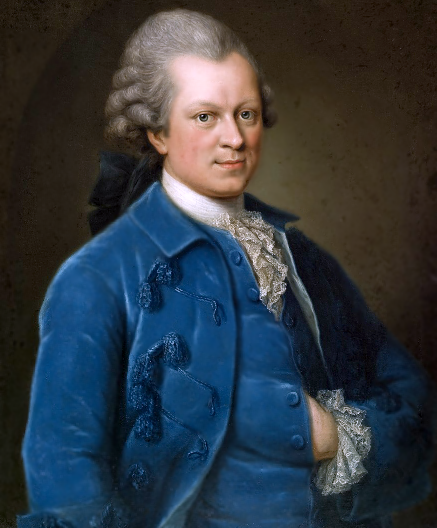
Gotthold Ephraim Lessing

Do Německa se žánr rozšířil z Anglie a Francie pod názvem měšťanská tragédie (bürgerliches Trauerspiel) a dosáhl zde velké oblíbenosti. Hry mají obvykle tragický konec, protože jejich účelem bylo vytvořit vysokou měšťanskou kulturu na základě názoru, že pouze tragický konec signalizuje příslušnost daného dramatu k nejvyššímu divadelnímu umění. Často také zobrazovaly boj proti útlaku ze strany šlechty.

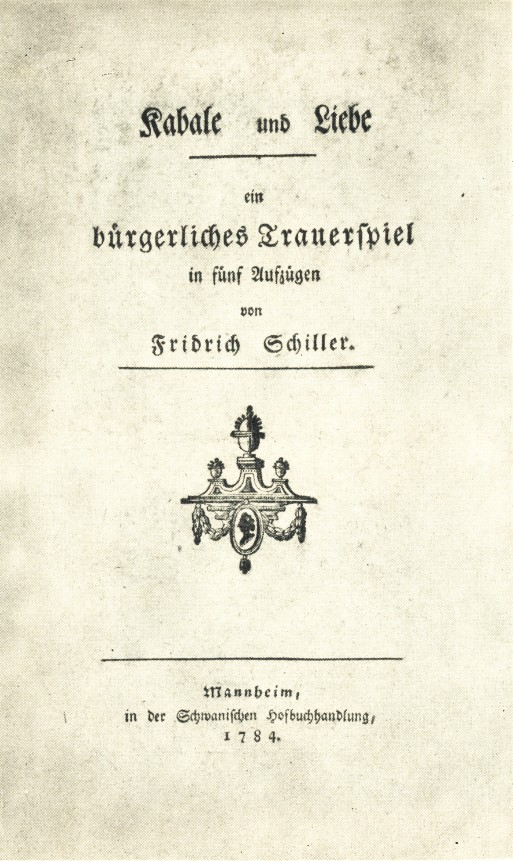
Úklady a láska, titulní list vydání z roku 1784

Za první měšťanskou tragédii je považována hra Miss Sara Sampson (1755) od Gottholda Ephraima Lessinga napsaná pod vlivem Georga Lilla a jeho hry Londýnský kupec. Hra se odehrává v Londýně a líčí tragický osud svedené dívky, kterou otráví její sokyně. Vzorovým příkladem žánru je pak Lessingova tragédie Emilia Galotti (1772) odehrávající se v Itálii a vycházející z antického námětu o otci, který zabije svou dceru, protože je mu její ctnost dražší než její život. Lessing rovněž nabídl důkladné teoretické ospravedlnění pro měšťanskou tragédii a její ignorování starých pravidel ve své Hamburské dramaturgii (1767–1769, Hamburgische Dramaturgie).

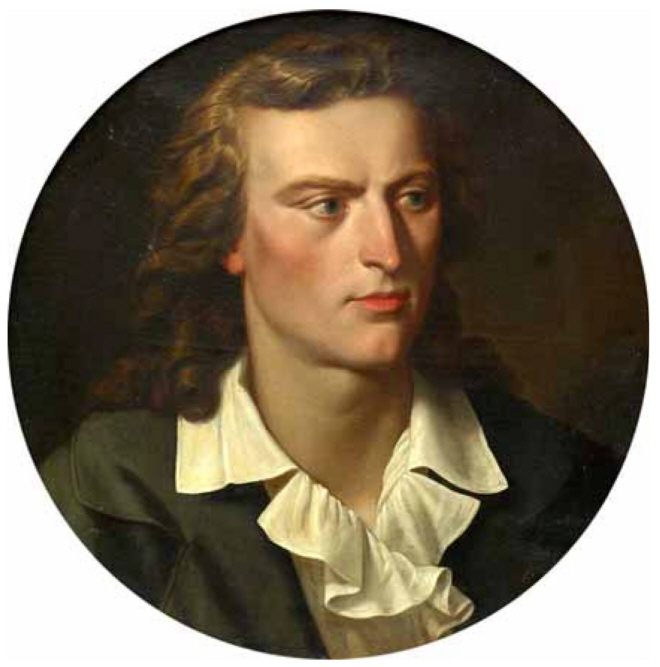
Friedrich Schiller

K dalším představitelů žánru patří Jakob Lenz, autor her Der Hofmeister (1774, Vychovatel) a Vojáci (1776, Die Soldaten), dále Heinrich Leopold Wagner se svou hrou Die Kindermörderin (1776, Matka vražedkyně) s šokujícím námětem dívky svedené důstojníkem, která v záchvatu šílenství zabije své dítě, a nebo Otto von Gemmingen kritizující ve své hře Německý otec rodiny (1780, Der deutsche Hausvater) vztahy šlechty k měšťanstvu a rolnictvu. Všechny tyto autory však překonal Friedrich Schiller básnickou, dramatickou i politickou silou svého dramatu Úklady a láska (1784, Kabale und Liebe), ve kterém se zamýšlel nad možnými důsledky přepjatého a jednostranného pojetí bezpodmínečné svobody jedince.
Od konce 18. století začaly mít na měšťanské publikum daleko větší vliv melodramata, frašky a sentimentální hry vyvolávající slzy. Měšťanskou tragédii karikoval ve svých fraškách vídeňský dramatik Johann Nepomuk Nestroy. Za poslední německou měšťanskou tragédii je považována hra Friedricha Hebbela Maria Magdalene (1844, Marie Magdalena) o dívce, kterou opustí její milenec a ona ze strachu před reakcí svého otce spáchá sebevraždu. Ve hře se již objevuje kritika omezenosti měšťanského světa a jeho lpění na přežitém mravním kodexu.